# Михайлівка (Коростенська міська громада)
Миха́йлівка— село в Україні, у Коростенському районі Житомирської області. Населення становить 1197 осіб.

## Географія
У селі річка Мочихвіст впадає у Гранічевку, праву притоку Шестня.

## Історія
У 1906 році село Горошківської волості Житомирського повіту Волинської губернії. Відстань від повітового міста 53 верст, від волості 11. Дворів 31, мешканців 167.
7 листопада 1921 р. під час Листопадового рейду через Михайлівку проходила Волинська група (командувач — Юрій Тютюнник) Армії Української Народної Республіки.